# Nitrato de metila
Nitrato de metila é o éster obtido da reação do ácido nítrico com o metanol.
CH3OH + HNO3  → CH3NO3 + H2O
Extremamente inflamável ! Acende muito facilmente por ser muito volátil e o fato de não precisar do oxigênio atmosférico para combustão faz com que sua chama seja alta e queime muito rápido de forma silenciosa com uma cor esbranquiçada. É também um alto explosivo líquido muito potente , a velocidade de detonação é de 7900 m/s. No teste de bloco de Chumbo Traulz, um teste para medir a força da explosão sob confinamento, o Nitrato de metila mostrou ter duas vezes da força do TNT , sendo 30cm³ para o TNT e 61cm³ para o nitrato de metila. Apesar de sua grande capacidade explosiva e boa estabilidade , o nitrato de metila não é usado como um explosivo devido sua alta volatilidade ,que facilita a Intoxicação por inalação . 
Altamente tóxico !
É um potente vasodilatador como todos ésters nítricos e nitritos orgânicos , a inalação do Nitrato de metila rápida e curta pode provoca dores de cabeça de fraca a forte intensidade , mas inalações imperceptíveis a longo prazo pode provocar outros sintomas como fraqueza , tremedeira , náuseas e desmaios , causa danos a saúde e morte por AVC ou insuficiência cardíaca . O contato com a pele é pouco preocupante devido sua rápida evaporação não oferecendo risco de intoxicação por absorção através da pele .